# Melanostoma

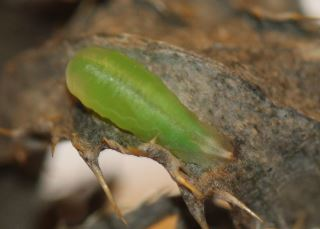
Larva

Melanostoma  es un género numeroso de sírfidos. Se sabe poco de su biología pero se cree que son predadores generalistas de insectos pequeños en la hojarasca.

## Especies[5]
- Melanostoma abdominale Shiraki, 1930
- Melanostoma aenoscutum Hull, 1964[1]
- Melanostoma algens Curran, 1931
- Melanostoma alpinum Szilády, 1942
- Melanostoma alticola Speiser, 1910[1]
- Melanostoma annulipes Macquart, 1842[1]
- Melanostoma apicale Bigot, 1884
- Melanostoma atrum Sack, 1932
- Melanostoma aurantiaca Becker, 1921
- Melanostoma babyssa (Walker, 1849)
- Melanostoma babyssola Speiser, 1924[1]
- Melanostoma bergmani Doesburg, 1966
- Melanostoma bicruciatum (Bigot, 1884)
- Melanostoma bituberculatum Loew, 1858[1]
- Melanostoma boreomontanum Mutin, 1986
- Melanostoma diffusum Hull, 1941[1]
- Melanostoma dubium (Zetterstedt, 1838)
- Melanostoma elongatum Matsumura, 1919
- Melanostoma eversmanni Enderlein, 1938
- Melanostoma fasciatum (Macquart, 1850)
- Melanostoma flavipenne Matsumura, 1919
- Melanostoma flavipleurum Hull, 1964[1]
- Melanostoma floripeta Speiser, 1910[1]
- Melanostoma fumivenosum Doesburg, 1966
- Melanostoma gedehense Meijere, 1914
- Melanostoma gymnocera Bigot, 1891[1]
- Melanostoma incisum Matsumura, 1916
- Melanostoma incompletum Becker, 1908 - Especie endémica de las islas Canarias (España)
- Melanostoma incurvum Dirickx, 2001
- Melanostoma infuscatum Becker, 1909[1]
- Melanostoma keiseri Dirickx, 2001
- Melanostoma matilei Dirickx, 2001
- Melanostoma meijerei Goot, 1964
- Melanostoma mellinum (Linnaeus, 1758)
- Melanostoma motodomariense Matsumura, 1919
- Melanostoma normale Curran, 1931
- Melanostoma ochraceum Dirickx, 2001
- Melanostoma orientale Wiedemann, 1824
- Melanostoma otaniense Matsumura, 1919
- Melanostoma pedius Walker, 1852
- Melanostoma perinetense Dirickx, 2001
- Melanostoma pumicatum (Meigen, 1838)
- Melanostoma pyrophaenoides Speiser, 1910[1]
- Melanostoma quadrifasciatum Curran, 1928
- Melanostoma satyriphilum Hull, 1941[1]
- Melanostoma scalare (Fabricius, 1794)[1]
- Melanostoma simplex Doesburg, 1955[1]
- Melanostoma subbituberculatum Kassebeer, 2000
- Melanostoma sulphuripes Hull, 1964[1]
- Melanostoma sylvarum Hull, 1941[1]
- Melanostoma teizonis Matsumura, 1919
- Melanostoma tenuis Matsumura, 1919
- Melanostoma tiantaiensis Huo & Zheng, 2003
- Melanostoma transversum Shiraki & Edashige, 1953
- Melanostoma trochanteratum Hull, 1964[1]
- Melanostoma tumescens Szilády, 1940
- Melanostoma univittatum Wiedemann, 1824
- Melanostoma violaceum Hull, 1964[1]
- Melanostoma wollastoni Wakeham-Dawson, Aguiar, Smit, McCullough & Wyatt, 2004 - Especie endémica de Madeira (islas Azores, Portugal)